# Playa de La Concha (Los Alcázares)
La playa de la Concha se encuentra en el municipio de Los Alcázares, en la Región de Murcia, a la orilla del Mar Menor. Es una playa urbana dotada de servicios que se extiende desde la base aérea hasta la calle de Telégrafos. Dispone de calificación de calidad turística desde 2007.
En esta playa se encuentra el Club Náutico Mar Menor que dispone de un puerto deportivo. También se puede encontrar una réplica de un balneario tradicional de los empleados en la primera mitad del siglo XX en las principales playas del Mar Menor. Estos balnearios permitían un acceso directo desde sus vestuarios a las aguas de baño mediante unas escaleras y estaban construidos en una plataforma sostenida por estacas o pilares de madera. El más importante fue el balneario de la Encarnación.
Limita al norte con la playa de Carrión.
Esta playa urbana dispone de iluminación nocturna, aparcabicicletas y equipamientos especiales para personas con discapacidad, así como chiringuitos.